# Ferruccio Stefenelli
Ferruccio Stefenelli, né le 9 juillet 1898 à Trente et mort le 11 mai 1980 à Mezzolombardo, est un alpiniste, militaire, diplomate et homme politique italien.

## Biographie

### Familles et études
Il est le fils de Giuseppe Stefenelli (irrédentiste et directeur du quotidien libéral Alto Adige de 1906 à 1914), et de Maria Ranzi (sœur de Guglielmo Ranzi, artiste et promoteur du monument à Dante de Trente).

### Engagement
Afin de se soustraire aux persécutions de la police autrichienne, il quitte sa famille.
Durant la Première Guerre mondiale, il est engagé volontaire. Il est affecté à la brigade Moncenisio du 3e bataillon alpin, se retrouve souvent en première ligne et prend de nombreux risques. Afin de récompenser sa bravoure, il reçoit plusieurs décorations, avant que d'être fait prisonnier des Autrichiens le 16 décembre 1917.
Le 4 novembre 1921, il fait partie des quatre soldats qui portent la dépouille du Soldat inconnu lors de son inhumation en grande pompe au sein de l'autel de la Patrie.

### Carrière diplomatique et politique
De 1938 au 10 septembre 1943, il succède à Filippo Zappi comme maire de la concession italienne de Tientsin.

## Décorations
- Chevalier de l'ordre de la Couronne d'Italie
- Chevalier de l'ordre de Vittorio Veneto
- Médaille d'or de la valeur militaire
- Croix du Mérite de la guerre
- Médaille commémorative de la guerre italo-autrichienne 1915-1918
- Médaille commémorative de l'Unité italienne
- Médaille de la Victoire interalliée